# Бездонная
Бездонная — река в России, протекает в Архангельской области. Устье реки находится в 131 км по левому берегу реки Блудная. Длина реки составляет 15 км.

## Данные водного реестра
По данным государственного водного реестра России относится к Двинско-Печорскому бассейновому округу, водохозяйственный участок реки — Мезень от водомерного поста деревни Малонисогорская и до устья. Речной бассейн реки — Мезень.
Код объекта в государственном водном реестре — 03030000212103000048999.

## Топографические карты
- Лист карты Q-39-XXV,XXVI Шегмас. Масштаб: 1 : 200 000. Указать дату выпуска/состояния местности.